# آرش لاهوتی
آرش لاهوتی (زادهٔ ۱۵ بهمن ۱۳۶۰ در تهران) کارگردان، فیلم‌نامه‌نویس، تدوینگر و مستندساز ایرانی است.

## زندگی هنری
آرش لاهوتی در ۱۵ بهمن سال ۱۳۶۰ در تهران متولد شد. او فارغ‌التحصیل کارشناسی رشته فیلمسازی با گرایش تدوین فیلم است و تاکنون با فیلم‌هایش برنده جوایز معتبر متعدد داخلی و خارجی شده است. اولین فیلم سینمایی لاهوتی روزهای نارنجی نام دارد که در اولین نمایش جهانی در جشنواره فیلم تورنتو (TIFF) حضور داشت همچنین او برای این فیلم نامزد بهترین فیلم بخش نگاه نو از سی و هفتمین جشنواره فیلم فجر نیز شده است.
آرش لاهوتی برای فیلم سینمایی «روزهای نارنجی» اولین ساختهٔ بلند خود، جایزه بهترین فیلم جشنواره مانهایم آلمان با عنوان «سینماگر بزرگ تازه‌وارد» را دریافت کرد. همچنین جایزه فیپرشی (فدراسیون بین‌المللی منتقدان سینما) و جایزه کلیسای جهانی به اولین ساخته بلند آرش لاهوتی اعطا شد.
فیلم سینمایی روزهای نارنجی در آخر و پس از ۳۵ حضور بین‌المللی برنده ۹ جایزه شد.[۱]
همچنین فیلم‌های او تاکنون در بیش از ۲۰۰ جشنواره معتبر سینمایی و مستند بین‌المللی نظیر جشنواره فیلم تورنتو، جشنواره هات داکس، شیکاگو، پالم اسپرینگز، مانهایم، زوریخ، مونترال، ویزیون دوریل، داک پوینت، کراکو، سیاتل، بیگ اسکای و… به نمایش درآمده است.
در سال ۱۳۹۱ او مستند «راننده و روباه» را کارگردانی کرد که اولین نمایش بین‌المللی آن در جشنواره «هات داکس» در کشور کانادا انجام پذیرفت و پس از آن در بیش از چهل و پنج جشنواره بین‌المللی به نمایش درآمد و برنده دوازده جایزه شد که از مهم‌ترین آنها می‌توان به جایزه «هوگوی طلایی» بهترین مستند جشنواره فیلم شیکاگو در کشور آمریکا و جایزه بزرگ «نانوک طلایی» جشنواره مستند فلاهرتیانا در کشور روسیه اشاره کرد.
وی در سال ۱۳۹۵ برای فیلم «آبی کم رنگ» برنده جایزه بزرگ بهترین فیلم مستند بخش بین‌الملل، تندیس بهترین مستند بخش آوینی و جایزه بهترین تدوین دهمین جشنواره سینماحقیقت را کسب نمود.

## فیلم‌شناسی

### مستند
- من عشقبازم (کارگردان)
- ۲/۴۷ (کارگردان، تدوینگر، تهیه‌کننده)
- راننده و روباه (کارگردان، تدوینگر، تهیه‌کننده)
- پهلوان و خرقه (کارگردان، تدوینگر، تهیه‌کننده)
- آبی کم‌رنگ (کارگردان، تدوینگر، تهیه‌کننده)

### سینمایی
- روزهای نارنجی (فیلمنامه‌نویس، کارگردان)

## جوایز و افتخارات
- جایزه سینماگر بزرگ تازه‌وارد (بهترین فیلم) برای فیلم سینمایی «روزهای نارنجی» از شصت و هفتمین جشنواره فیلم مانهایم آلمان ۱۳۹۷[۳]
- جایزه هوگوی طلایی جشنواره فیلم شیکاگو آمریکا برای فیلم مستند «راننده و روباه»[۱۶]
- جایزه بزرگ نانوک طلایی جشنواره فلاهرتینا روسیه برای فیلم مستند «راننده و روباه»[۱۶]
- جایزه بزرگ بهترین مستند آسیا از دهمین جشنواره فیلم مستند تایوان، برای فیلم مستند «پهلوان و خرقه» ۱۳۹۵[۱۷]
- جایزه فیپرشی (فدراسیون بین‌المللی منتقدان سینما) برای فیلم سینمایی «روزهای نارنجی» ۱۳۹۷[۳]
- جایزه کلیسای جهانی برای فیلم سینمایی «روزهای نارنجی» ۱۳۹۷[۳]
- جایزه ویژه خلاقیت هنری(Artistic Vision Award) جشنواره مستند «بیگ اسکای» آمریکا برای فیلم مستند «راننده و روباه»
- جایزه بهترین کارگردانی مستعد بین‌المللی جشنواره «Open City Documentary Festival» انگلستان برای فیلم مستند «راننده و روباه» ۱۳۹۳[۱۸]
- جایزه بزرگ بهترین فیلم از هفدهمین دوره جشنواره پیونگ یانگ برای فیلم سینمایی «روزهای نارنجی»[۱۹]
- جایزه بهترین فیلم سینمایی جشنواره یاری سوئد برای فیلم سینمایی «روزهای نارنجی»[۳] ۱۳۹۸
- تندیس حافظ بهترین فیلم مستند جشن دنیای تصویر برای فیلم «راننده و روباه» ۱۳۹۵[۲۰]
- تندیس بهترین فیلم مستند بلند بخش بین‌الملل از دهمین جشنواره جشنواره سینماحقیقت برای فیلم مستند «آبی کم رنگ» ۱۳۹۵[۱۵]
- تندیس بهترین تدوینگر از دهمین جشنواره سینماحقیقت برای فیلم مستند «آبی کم رنگ»[۱۵]
- جایزه بهترین کارگردانی از پنجمین جشنواره سینماحقیقت فیلم مستند «۲/۴۷» ۱۳۹۰[۲۱]
- تندیس بهترین فیلم مستند بلند بخش آزاد از ششمین جشنواره سینماحقیقت برای فیلم مستند «راننده و روباه» ۱۳۹۱[۲۲]
- تندیس جشنواره و لوح افتخار داوران بخش مطبوعات سینمایی جشنواره «پیامی به بشریت روسیه» برای فیلم مستند «راننده و روباه» ۱۳۹۳[۱۶]
- جایزه هیئت داوری دانشجویی جشنواره «حقوق بشر» اوکراین برای فیلم مستند «راننده و روباه»[۱۶]
- جایزه سپنتا بهترین مستند جشنواره فیلم ایرانیان سانفرانسیسکو در آمریکا برای فیلم مستند «راننده و روباه» ۱۳۹۳[۲۳]
- جایزه نقره‌ای پنجمین دوره فستیوال فیلم جم ایالت لوییزیانای آمریکا برای فیلم مستند «من عشقبازم» ۱۳۹۰[۲۴]
- جایزه ویژه هیئت داوران جشنوار روزهای مستند در کیف اکراین برای «راننده و روباه»[۱۶]
- نامزد سیمرغ بلورین بهترین کارگردانی مستند برای فیلم «آبی کم رنگ» از سی و پنجمین جشنواره فیلم فجر ۱۳۹۵[۲۵]
- نامزد سیمرغ بلورین بهترین فیلم سینمایی نگاه نو برای فیلم «روزهای نارنجی» از سی و هفتمین جشنواره فیلم فجر[۲۶]
- نامزد جایزه خلاقیت و استعداد درخشان (بهترین فیلم اول) جشن بزرگ منتقدان سینمای ایران برای فیلم «روزهای نارنجی»[۲۶]
- جایزه بهترین فیلم مستند از چهارمین جشنواره تلویزیونی جام جم برای فیلم مستند «آبی کم رنگ» ۱۳۹۶[۲۷]
- جایزه بهترین فیلمنامه چهارمین دوره جشنواره سینه ایران تورنتو برای فیلم سینمایی «روزهای نارنجی»[۳]
- تندیس بهترین مستند بخش آوینی از دهمین جشنواره سینماحقیقت برای فیلم مستند «آبی کم رنگ» ۱۳۹۵[۲۸]
- نامزد جایزه بزرگ بهترین مستند آسیا از نهمین جشنواره فیلم مستند تایوان، برای فیلم مستند «راننده و روباه» ۱۳۹۵[۱۷]
- نامزد جایزه چشم طلایی از چهاردهمین جشنواره فیلم زوریخ، برای فیلم سینمایی «روزهای نارنجی»[۱۷]
- نامزد جایزه بهترین فیلم کارگردانان جدید از چهل و دومین جشنواره فیلم سائوپائولو، برای فیلم سینمایی «روزهای نارنجی»[۱۷]
- نامزد جایزه بهترین فیلم جشنواره ایمجین ایندیا در مادرید اسپانیا، برای فیلم سینمایی «روزهای نارنجی»[۱۷]
- نامزد جایزه بهترین مستند بلند جشنواره فیلم مستند TRT ترکیه برای فیلم مستند «راننده و روباه»[۲۹]
- نامزد جایزه بهترین مستند بخش آزاد در پنجمین دوره جشنواره فیلم سینما حقیقت برای فیلم «۲/۴۷»
- نامزد جایزه بهترین مستند بخش آزاد در ششمین دوره جشنواره فیلم سینما حقیقت برای فیلم «راننده و روباه»
- نامزد جایزه بهترین کارگردان مستند در دهمین دوره جشنواره فیلم سینما حقیقت برای فیلم مستند «ابی کمرنگ»
- نامزد جایزه بهترین تدوینگر مستند در دهمین دوره جشنواره فیلم سینما حقیقت برای فیلم مستند «ابی کمرنگ»
- نامزد جایزه بزرگ بهترین مستنداز یازدهمین جشنواره Taiwan Documentary film festival برای فیلم مستند «ابی کمرنگ»

## داوری در جشنوارها
آرش لاهوتی تاکنون در جشنواره‌های مختلفی بعنوان داور و هیئت انتخاب حضور داشته است.
- عضو هیئت انتخاب بخش مستند سی و چهارمین دوره جشنواره فیلم فجر
- عضو هیئت انتخاب بخش مستند سی و هفتمین دوره جشنواره فیلم فجر
- عضو هیئت داوران دوازدهمین دوره جشنواره سینما حقیقت
- عضو هیئت انتخاب نهمین دوره جشنواره سینما حقیقت
- عضو هیئت انتخاب و داوری آثار مستند چهلمین جشنواره بین‌المللی فیلم کوتاه تهران[۳۰]
- عضو هیئت داوران بخش فیلم مستند ششمین جشنواره تلویزیونی مستند[۳۱]
- عضو هیئت داوران جشنواره ملی فیلم اقوام ایرانی[۳۲]
- عضو هیئت داوران بخش مستند سومین دوره جشنواره فیلم سلامت[۳۳]